# 陳健 (外交官)
陳 健（ちん けん、1942年2月2日 - ）は、中華人民共和国の外交官。国連事務次長および駐日大使を務めた。

## 生涯
1942年に上海で誕生。上海市三林中学を経て、1964年に復旦大学英語学部を卒業。1966年に北京外国語大学英語翻訳クラスを卒業。
1966年から1971年まで、外交部国際司に所属。1972年から1977年まで、中国国連代表部随行員。1977年から1980年まで、外交部国際司に所属。1980年から1984年まで、中国国連代表部に所属し、三等秘書官、二等秘書官、および一等書記官を務めた。1984年から1985年まで、国際通貨基金中国専務理事特別補佐。1985年から1992年まで、外交部国際司に所属し、処長、参事官、および副司長を務めた。1992年から1994年まで、中国国連代表部副代表、および特命全権大使を務めた。
1994年から1996年まで、外交部新聞司司長、および報道官を兼任。1996年から1998年まで、外交部部長補佐。1998年から2001年まで、駐日大使。2001年から2007年まで、国連事務次長（総会・会議サービス担当）。